# Static-X
Gli Static-X sono un gruppo musicale industrial metal statunitense, formatosi a Los Angeles nel 1994.
Con l'etichetta discografica Warner Bros. Records il gruppo ha pubblicato sei album, il cui primo, Wisconsin Death Trip, ottenne un buon successo in madrepatria, venendo certificato disco di platino nel 2001. Questo è l'album del gruppo che riscontrò maggior successo commerciale nel mondo, che i successivi non sono riusciti a ripetere. Nella loro musica vengono uniti elementi tratti dall'heavy metal con altri più vicini alla musica industriale e al nu metal.
Oltre ai sei album in studio, gli Static-X hanno anche pubblicato un EP, una raccolta e un libro intitolato Static-X Guitar Anthology, oltre al DVD Where the Hell Are We and What Day Is It... This Is Static-X.

## Storia del gruppo

### Gli inizi eWisconsin Death Trip(1994-2000)

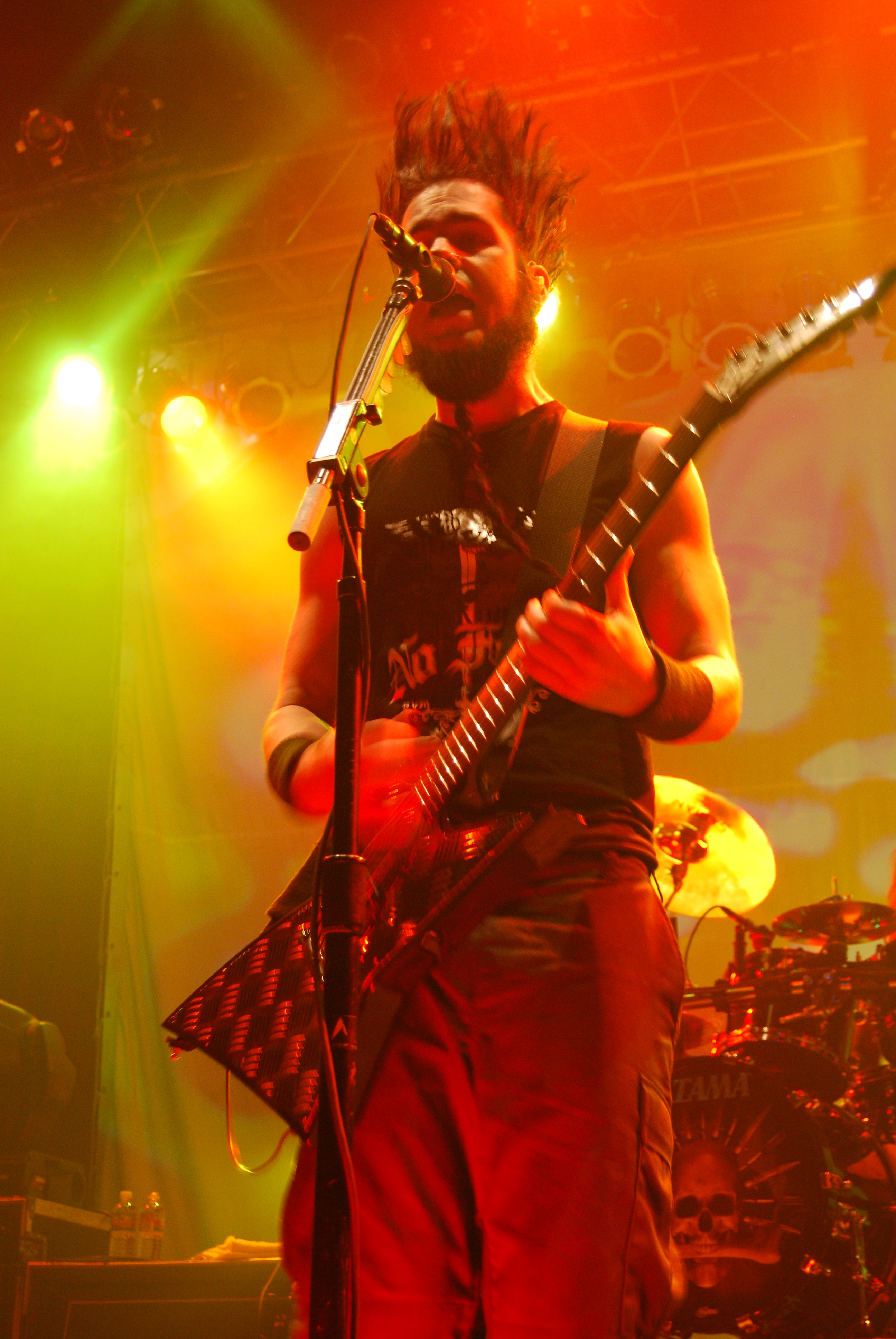
Wayne Static

Gli Static-X nacquero nel 1994 dopo lo scioglimento della precedente band giovanile Deep Blue Dream, composta da Wayne Static e da Ken Jay. I due si erano conosciuti in un negozio di dischi di Chicago, dove Jay lavorava. Dopo lo scioglimento dei Deep Blue Dream, Static e Jay entrarono in un'altra band metal chiamata Stygian registrando una demo per poi trasferirsi a Los Angeles per cercare dei membri per un nuovo gruppo. Così si aggiunsero al nuovo gruppo il bassista Tony Campos e il chitarrista Koichi Fukuda. Originariamente, dovevano chiamarsi come il loro album di debutto, ma essendo il nome troppo lungo preferirono il nome Static-X.
Gli Static-X firmarono per la Warner Bros. Records nel 1998 e pubblicarono l'album di debutto Wisconsin Death Trip il 23 marzo 1999. Poco dopo uscì il primo singolo Push It, seguito da I'm with Stupid e da Bled for Days. L'anno successivo pubblicarono un EP promozionale, The Death Trip Continues.... Nel 2001, Wisconsin Death Trip divenne disco di platino.

### MachineeShadow Zone(2000-2003)

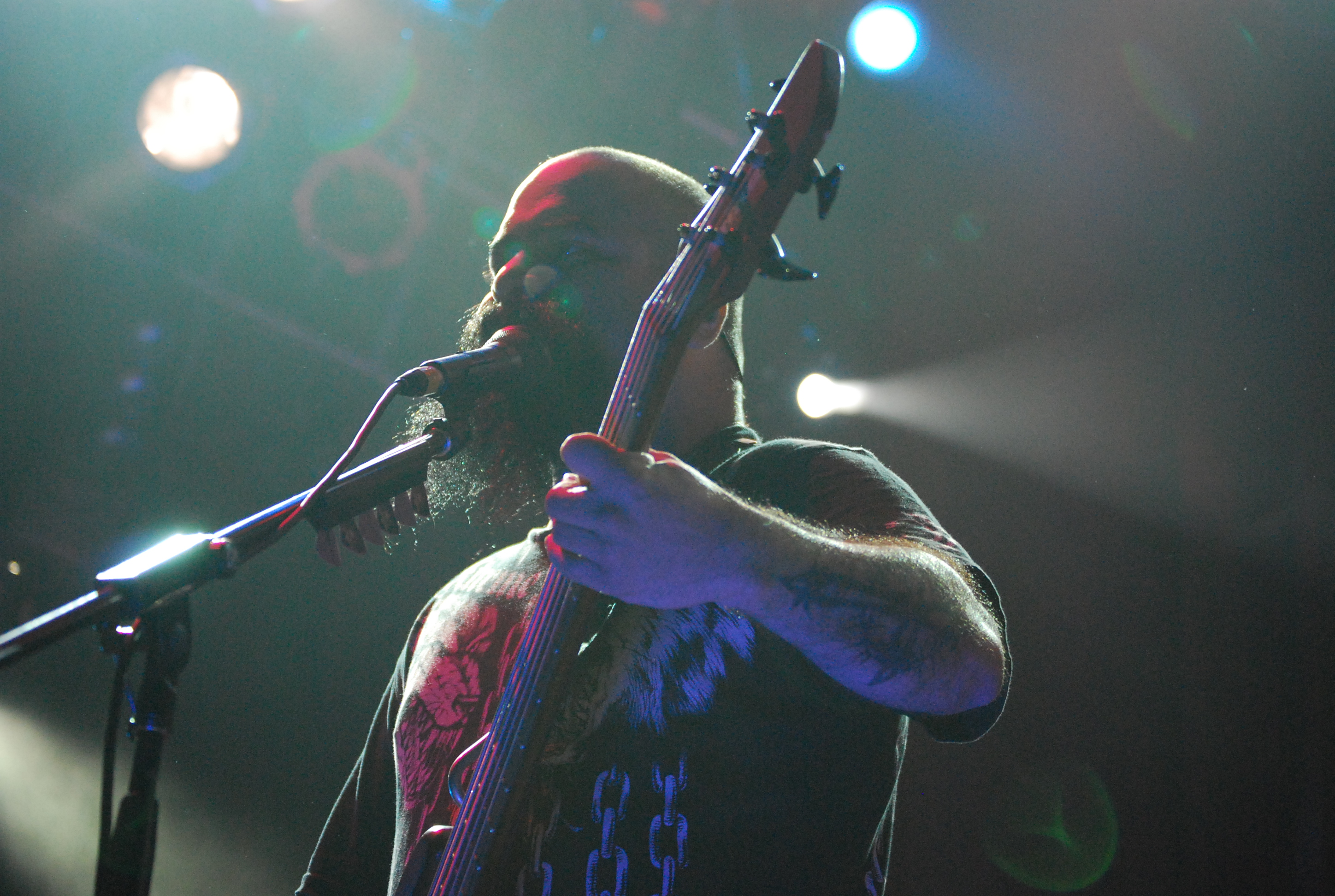
Tony Campos

Durante la registrazione del secondo album in studio, Koichi Fukuda abbandonò il gruppo e venne sostituito da Tripp Eisen. Con quest'ultimo, gli Static-X ultimarono e pubblicarono Machine, uscito il 22 maggio 2001 e certificato disco d'oro dalla RIAA per aver venduto oltre mezzo milione di copie negli Stati Uniti d'America. L'anno successivo Wayne Static collaborò con gli X-Ecutioners e con i Linkin Park al videoclip del singolo It's Goin' Down.
Durante la registrazione del terzo album anche Ken Jay lasciò la formazione per motivi personali. Perciò per le registrazioni arrivò Josh Freese, al quale subentrò Nick Oshiro, scelto dallo stesso Jay come proprio sostituto alla batteria.
Nello stesso anno Wayne Static fu contattato da Jonathan Davis dei Korn, che gli chiese di partecipare alla colonna sonora del film La regina dei dannati, cantando il brano Not Meant for Me, composto come gran parte della colonna sonora da Davis stesso. Anche il singolo Cold, dall'album Machine, fu inserito nella colonna sonora del film.
Shadow Zone uscì il 7 ottobre 2003.

### Beneath, Between, BeyondeStart a War(2003-2006)

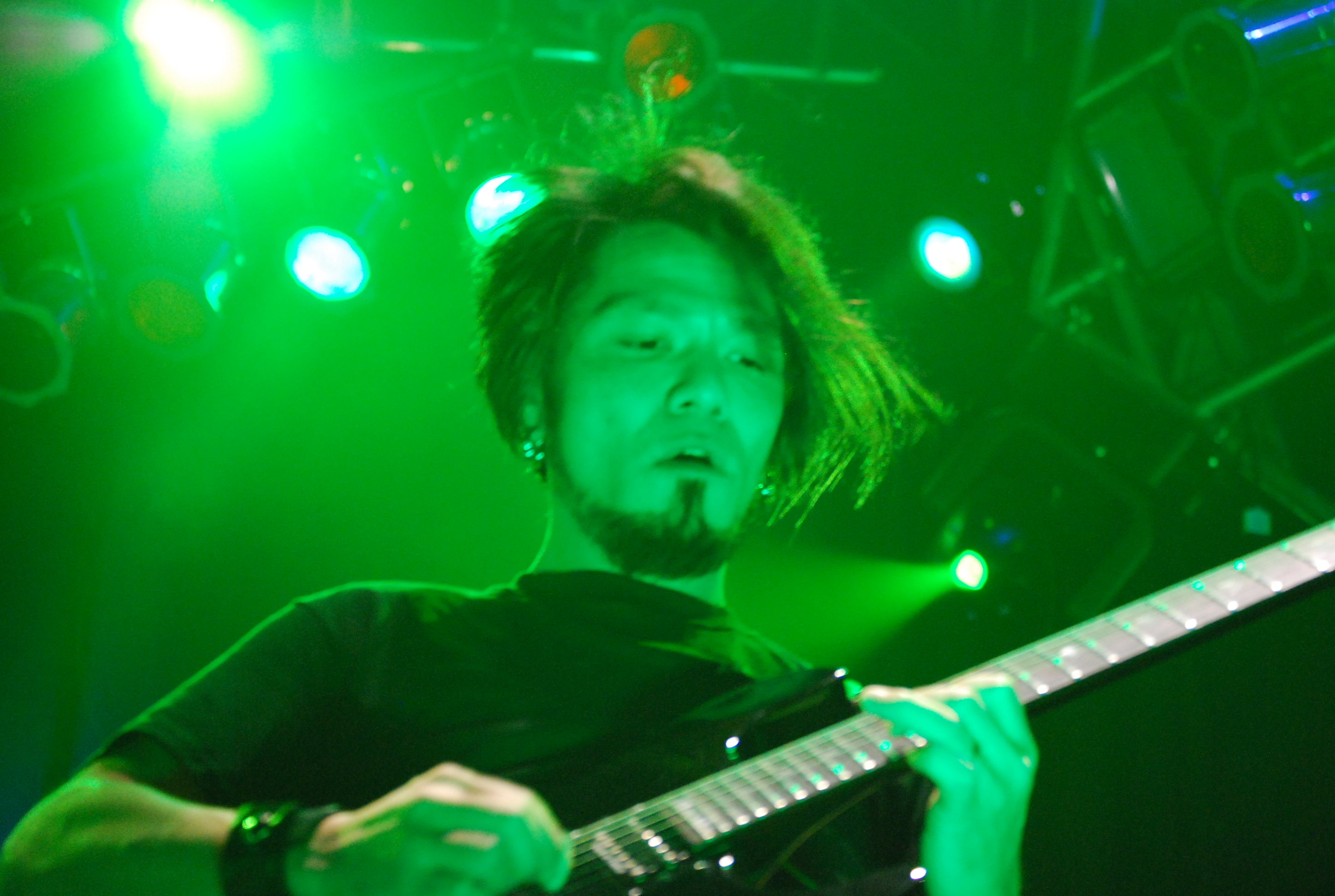
Koichi Fukuda

Il 20 luglio 2004 uscì Beneath... Between... Beyond..., una raccolta di B-Side e demo. Dopo iniziarono a lavorare per il quarto album in studio, Start a War. Nel febbraio del 2005 Tripp Eisen venne arrestato a causa di rapporti sessuali con alcune minori. Al suo posto ritornò nella band Koichi Fukuda.
Start a War uscì così il 14 giugno 2005; i singoli estratti sono I'm the One e Dirthouse.

### CannibaleCannibal Killers Live(2006-2008)
Cannibal, pubblicato il 3 aprile 2007, presenta due principali novità rispetto ai precedenti lavori realizzati dal gruppo, ovvero la presenza di assoli di chitarra e l'assenza di una canzone "Otsego". Dall'album furono estratti i singoli Cannibal e Destroyer.
Il 14 ottobre 2008 gli Static-X pubblicarono il primo album dal vivo intitolato Cannibal Killers Live, il quale fu pubblicato in due formati: CD+DVD e doppio DVD (un'edizione limitata prevede anche un terzo DVD).

### Cult of Statice la morte di Static (2008-2014)

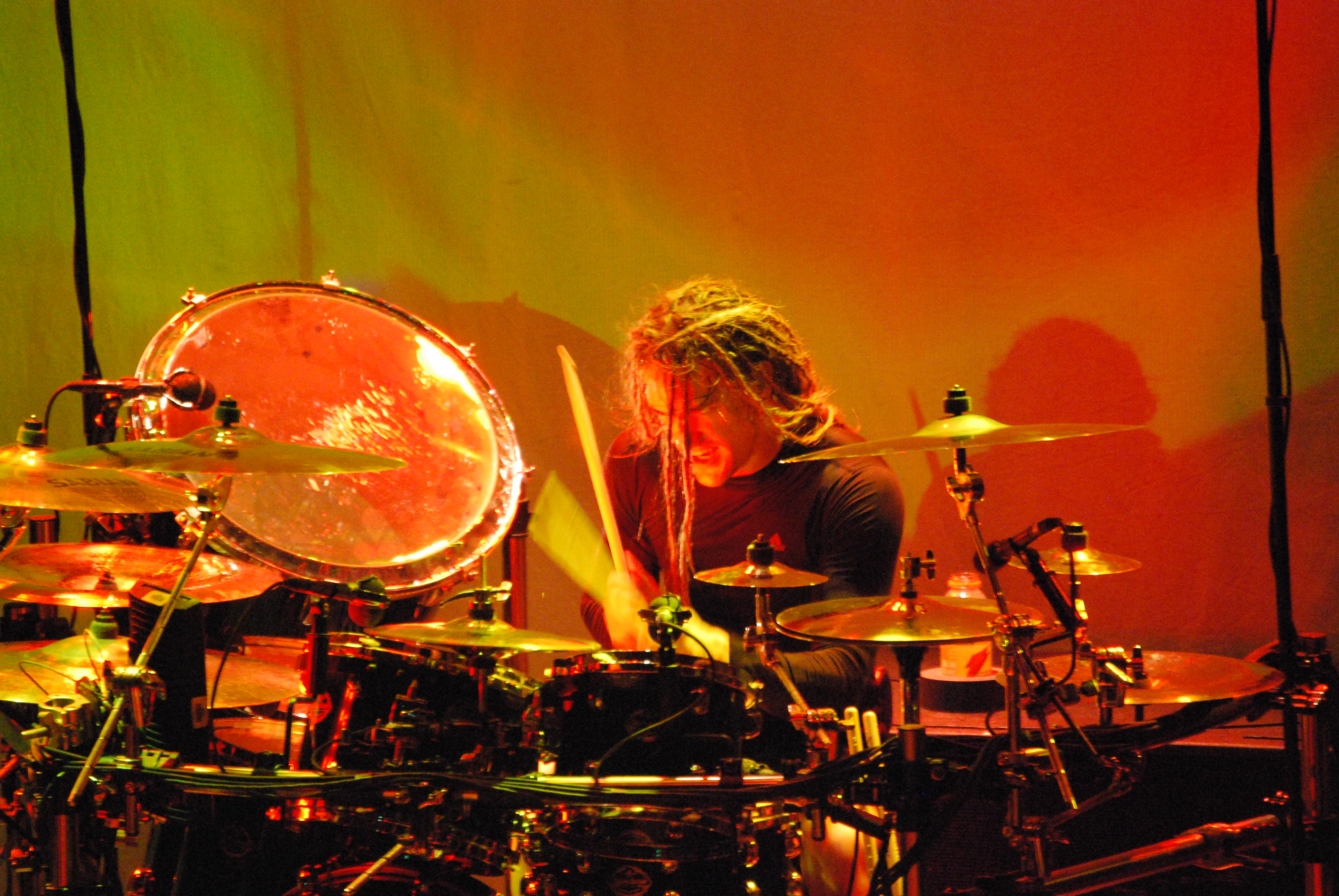
Nick Oshiro

L'11 dicembre 2008 Wayne Static ha confermato l'uscita del sesto disco Cult of Static nei primi mesi del 2009. L'album contiene una collaborazione con il frontman dei Megadeth Dave Mustaine (Lunatic) e ha debuttato alla sedicesima posizione della Billboard 200 con 19 000 copie vendute nella prima settimana.
Dopo aver concluso le date in Australia alla fine del 2009, Wayne Static annunciò sul forum del sito ufficiale del gruppo la decisione di concentrarsi su un progetto intitolato Pighammer. In un messaggio seguente scrisse che «non saprò se farò qualcosa con gli Static-X per i prossimi due anni», portando i fan ad interpretare il fatto che il gruppo è ancora unito ma che si trova in pausa. Tuttavia, più tardi rivelò che Tony Campos abbandonò il gruppo per entrare nei Soulfly, mentre il chitarrista Koichi Fukuda entrò a far parte dei Drugstore Fanatics.
Nel 2010 Wayne Static fu confermato per il Graspop Metal Meeting 2011 come parte del suo progetto Pighammer. Il 4 ottobre 2011 pubblicò l'album solista Pighammer mentre l'anno successivo Static decise di riformare gli Static-X, ma nessuno dei precedenti membri tornò nella formazione; il gruppo spalla di Static andò quindi a costituire la nuova formazione del gruppo.
Nel gennaio 2014 Static ha annunciato la preparazione di un tour per i 15 anni dalla pubblicazione del primo album in studio, Wisconsin Death Trip. Tuttavia, il 1º novembre dello stesso anno, è stata annunciata la morte del frontman all'età di 48 anni, ponendo di fatto la cancellazione del tour e lo scioglimento degli Static-X.

### Reunion,Project Regeneration(2018-presente)
Il 23 ottobre 2018 il bassista Tony Campos ha annunciato il ritorno del gruppo con i componenti originari Koichi Fukuda e Ken Jay per la pubblicazione del settimo album in studio Project Regeneration Vol. 1, l'ultimo a contenere tracce vocali di Wayne Static. Il bassista ha inoltre aggiunto l'intenzione degli Static-X di intraprendere una tournée mondiale volta a celebrare anche il ventennale dall'uscita di Wisconsin Death Trip, svoltosi durante il 2019. In contemporanea è stato annunciato anche un nuovo frontman, Xer0, la cui identità è celata sotto una maschera che richiama il volto di Static.
L'album è stato pubblicato il 10 luglio 2020 ed è stato anticipato il 7 febbraio da Hollow (originariamente inciso durante le sessioni di registrazione di Start a War) e il 15 maggio da All These Years.
A febbraio 2023 il gruppo ha annunciato la seconda parte del progetto, Project Regeneration Vol. 2, rendendo disponibile come primo singolo Terrible Lie (cover dell'omonimo brano dei Nine Inch Nails) insieme al relativo video. A partire dal 25 dello stesso mese è partito il Rise of the Machine Tour, tournée statunitense volta a omaggiare il secondo album Machine.

## Formazione
Attuale
- Tony Campos – basso, voce (1994-2010, 2018-presente)
- Koichi Fukuda – chitarra, tastiera (1994-2000, 2005-2010, 2018-presente)
- Ken Jay – batteria, percussioni (1994-2002, 2018-presente)
- Xer0 – voce, chitarra (2018-presente)

Ex componenti
- Tripp Eisen – chitarra solista (2001-2005)
- Nick Oshiro – batteria, percussioni (2002-2009)
- Wayne Static – voce, chitarra, tastiera (1994-2010, 2012-2014)
- Ashes – chitarra (2012-2014)
- Brent Ashley – basso (2012-2014)
- Sean Davidson – batteria, percussioni (2012-2014)

Ex turnisti
- Marty O'Brien – basso (2001)
- Bevan Davies – batteria, percussioni (2007)
- Will Hunt – batteria, percussioni (2007, 2009)

## Discografia

### Album in studio
- 1999 – Wisconsin Death Trip
- 2001 – Machine
- 2003 – Shadow Zone
- 2005 – Start a War
- 2007 – Cannibal
- 2009 – Cult of Static
- 2020 – Project Regeneration Vol. 1
- 2024 – Project Regeneration Vol. 2

### Album dal vivo
- 2008 – Cannibal Killers Live

### Raccolte
- 2004 – Beneath... Between... Beyond...